# Hugo Rautmann

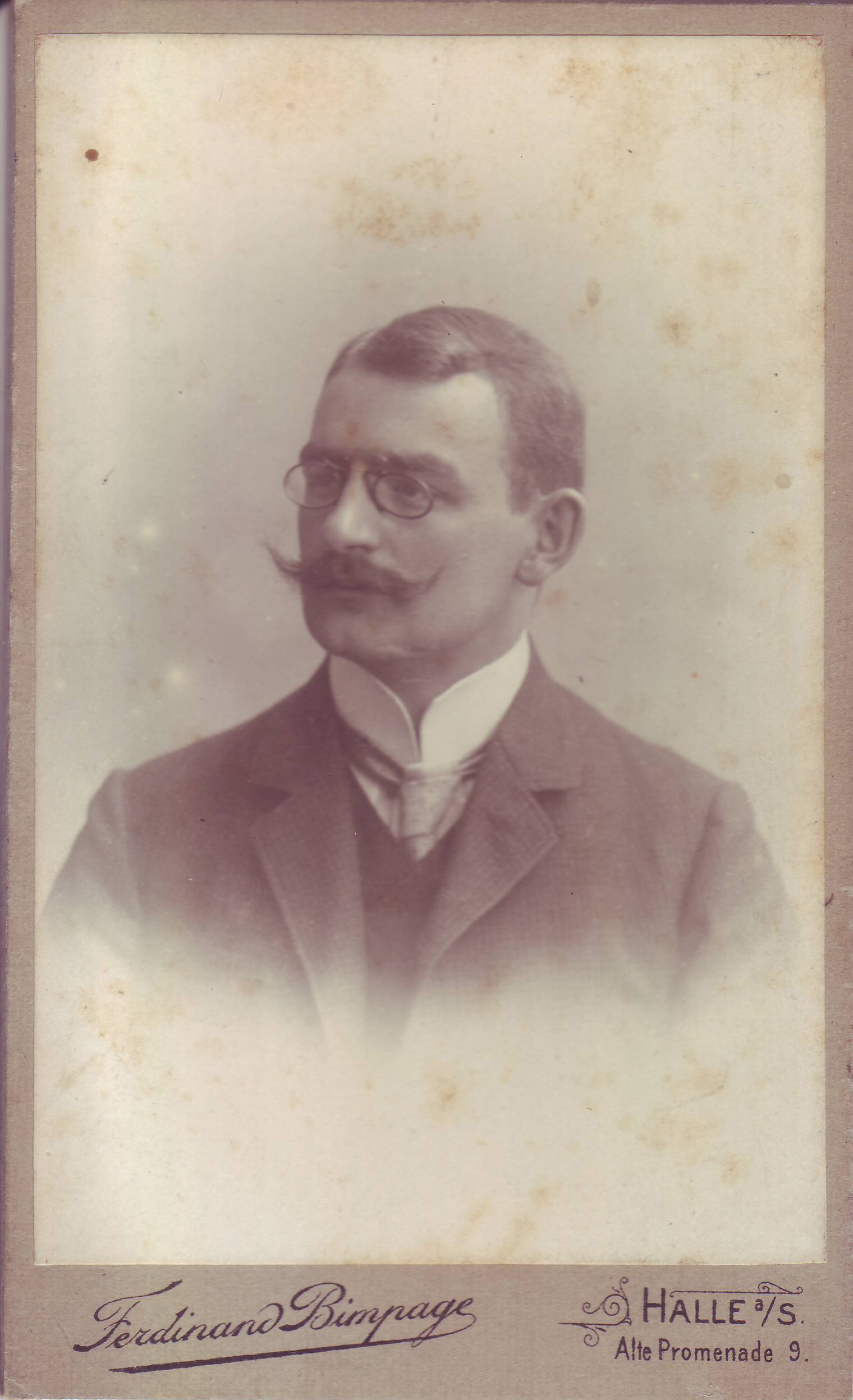
Hugo Rautmann

Hugo Rautmann (* 11. Januar 1879 in Braunschweig; † 1. April 1956 in Halle (Saale)) war ein deutscher Veterinärmediziner.

## Leben
Rautmann war von 1929 bis 1944 Amtsleiter des Bakteriologischen Instituts bzw. des Tiergesundheitsamtes in Halle an der Saale und erforschte die Übertragung von Krankheiten von Tieren auf Menschen.
1939 wurde er als Mitglied der Deutschen Akademie der Naturforscher Leopoldina aufgenommen.
Am 1. April 1956 starb er in Halle an der Saale.

## Veröffentlichungen
- Die Rindertuberkulose und ihre Bekämpfung in ihrer Bedeutung für Viehzüchter u. Milchwirte unter besond. Berücks. d. neuen Reichsviehseuchengesetzes.
- Tuberkulose-Statistik, -Entschädigung, -Fehldiagnose, -Infektionsmodus und -Ansteckungswege sowie Maßnahmen zur restlosen Tilgung der Seuche. Aus d. Tiergesundheitsamt d. Landesbauernschaft Sachsen-Anhalt, Halle/S.
- Ursachen und Bekämpfung der Unfruchtbarkeit der Rinder.
- 30 Jahre Rindertuberkulosebekämpfung in der Provinz Sachsen mit besonderer Berücksichtigung der Tuberkulosestatistik für das Jahr 1932.
- TBC-Bekämpfung bei Tieren. Einführung für den Landwirt, Tierhalter und Tierarzt. Deutscher Bauernverlag, 1948
- Die Lebensvorgänge im gesunden und kranken Tierkörper. Deutscher Bauernverlag, 1949